# Glacier du Monêtier

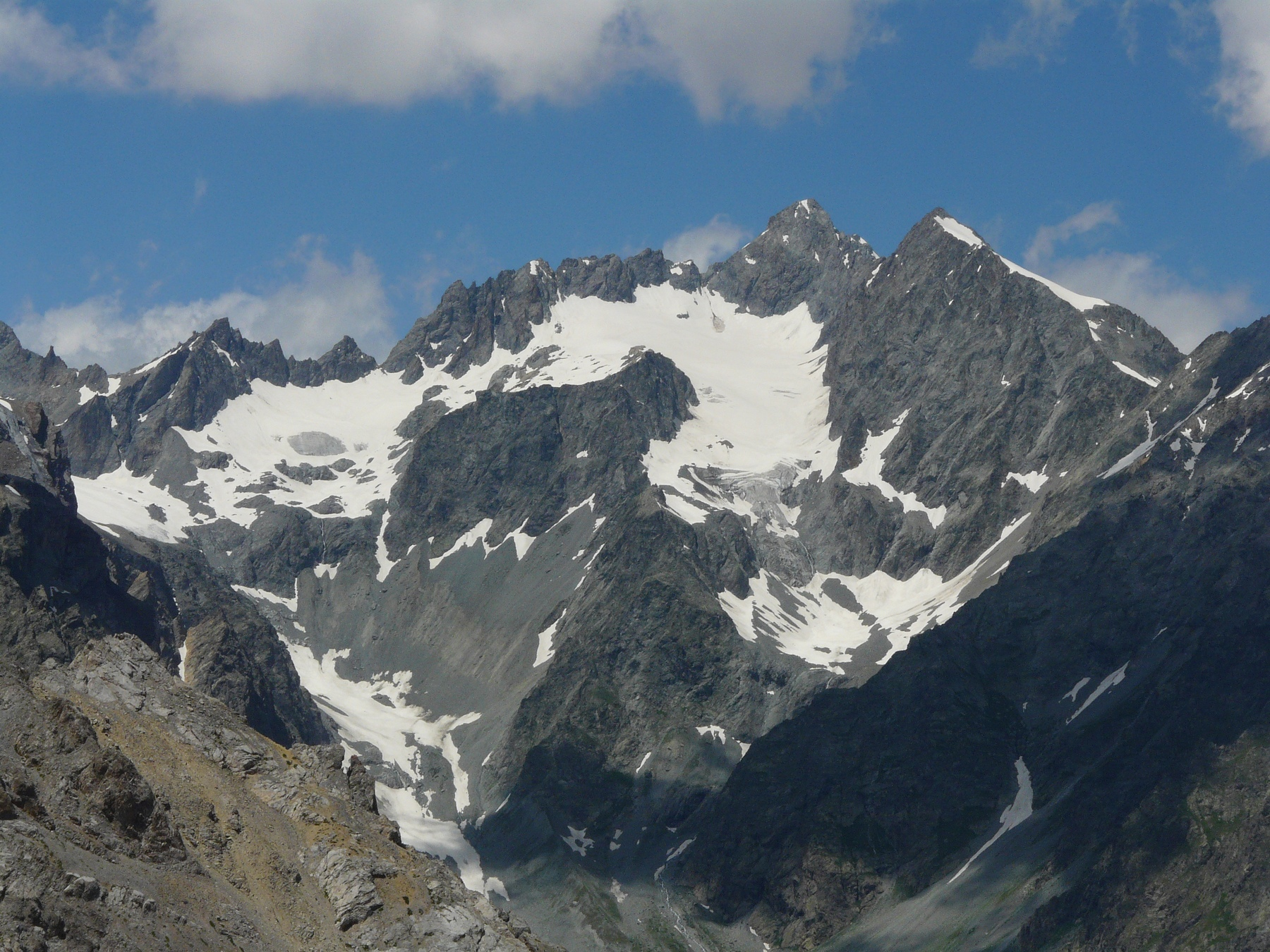
Vue de la montagne des Agneaux et du glacier du Monêtier.

Le glacier du Monêtier est un glacier français du massif des Écrins (Alpes). Actuellement, il est séparé en deux morceaux, le glacier central du Monêtier et le glacier oriental, ou supérieur, du Monêtier, adossé au dôme de Monêtier et au pic de Dormillouse.